# Dierona
Dierona (gr. Διερώνα) – wieś w Republice Cypryjskiej, w dystrykcie Limassol. W 2011 roku liczyła 192 mieszkańców.